# Giacomo Cavalieri
Giacomo Cavalieri (Roma, 1565 – Tivoli, 28 gennaio 1629) è stato un cardinale italiano.

## Biografia
Nacque a Roma nel 1565, figlio di Giacomo Cavalieri e di Diana Santori; la sua famiglia era imparentata con i Borghese e con i Paluzzi Albertoni.
Papa Urbano VIII lo elevò al rango di cardinale nel concistoro del 19 gennaio 1626 e il 9 febbraio successivo ricevette la beretta con il titolo di Sant'Eusebio.
Obeso e invecchiato precocemente, il Cavalieri si ritirò da ogni funzione pubblica e trascorse gli ultimi anni a Tivoli in assoluto riposo.
Morì il 28 gennaio 1629 all'età di 64 anni. Fu sepolto nella Basilica di Santa Maria in Aracoeli, nella cappella di famiglia.